# Knotsvormig wasbekertje
Het knotsvormig wasbekertje (Orbilia carpoboloides) is een schimmel behorend tot de familie Orbiliaceae. Het leeft saprotroof op dood loofhout.

## Kenmerken
De apothecia zijn vaak gelig, oranje of rozeachtig.

## Verpreiding
Het knotsvormig wasbekertje komt in Nederland uiterst zeldzaam voor.